# دانیل مک‌کینون (ورزشکار)
دانیل مک‌کینون (انگلیسی: Daniel McKinnon; ۲۱ آوریل ۱۹۲۲ – ۶ اوت ۲۰۱۷) بازیکن هاکی روی یخ اهل ایالات متحده آمریکا بود.